# Aline Pailler
Pour les articles homonymes, voir Pailler.
Aline Pailler, née le 27 juillet 1955 à Casablanca (Protectorat français au Maroc), est une journaliste et femme politique française.

## Parcours politique
Elle a été députée européenne de la 4e législature du Parlement européen (1994-1999) sous les couleurs du Parti communiste français.
Elle a figuré sur la liste soutenue par la Ligue communiste révolutionnaire lors des élections municipales de mars 2001 à Toulouse. Elle fut déclarée inéligible pour une durée d'un an à compter du 20 septembre 2001, en raison de défauts de déclaration de comptes de campagne.

## Carrière dans les médias

### À la radio
Elle participe aux émissions : 
- Sans tambour ni trompette avec Jean-François Kahn, Chocolatine, Les Dromomaniaques, Sens dessus dessous, L'oreille en coin sur France Inter
- L'heure buissonnière sur la défunte radio des « seniors » de service public Radio Bleue
- Elle a également animé une chronique quotidienne matinale Le dire, l'agir et avec Au feu du jour et Si toutes les colères du monde.

De septembre 2007 à juillet 2017, elle est la productrice de l'émission hebdomadaire de France Culture Jusqu'à la lune et retour rebaptisée Le temps buissonnier en 2013, et consacrée à l'actualité de la littérature de jeunesse et des spectacles pour le jeune public. Dans sa dernière émission du 2 juillet 2017, Aline Pailler annonce qu'elle est heureuse de prendre une retraite pour laquelle elle s'est battue et a cotisé, rappelle que retraite se dit jubilación en espagnol et que, devenue plus radicale en vieillissant, elle continuera à se battre pour l'abolition du salariat et une société autonome.

### À la télévision
Elle a aussi travaillé à la télévision : 
- Sur France 2 (Le Cercle de minuit, Moi, je)
- À FR3, dans les émissions Saga-Cités, La vie à plein temps, et surtout pour l'émission quotidienne intitulée Regards de Femme, où elle présentait et faisait découvrir une personnalité.

## Publications
- Un Monde à changer, avec Francis Wurtz, Éditions sociales, 1993
- La Marmite, J. C. Lattès, 1994
- Femmes en marche, Temps des cerises, 2001
- Altergouvernement, ouvrage collectif réunissant Paul Ariès, Geneviève Azam, Marc Dufumier, Marie Duru-Bellat, Claude Egullion, Jean-Baptiste Eyraud, Susan George, Franck Lepage, Jean-Marie Harribey, Philippe Leymarie, Laurent Mucchielli, Nathalie Péré-Marzano, Fabien Piasecki, Michel Pinçon, Monique Pinçon-Charlot, Clarisse Taron, et Jacques Testart, éditions CtLe Muscadier, 2012 .